# Persicaria
A Persicaria a keserűfűfélék (Polygonaceae) családjának egyik nemzetsége.
Egyéves, ritkábban évelő növények is tartoznak ide. Legtöbbjüknek rózsaszín vagy fehér virágokból álló fürtvirágzata van. Sok faj gyomnövény.

## Rendszertan
Az ide tartozó fajokat korábban a Polygonum nemzetségbe, jellemzően annak Persicaria fajcsoportjába (sectio) sorolták, de napjainkra a legtöbb rendszerben külön nemzetségként szerepel. A Persicaria sensu stricto 100-150 fajt tartalmaz. A sensu lato Persicaria-ba gyakran beleértik a Bistorta, Rubrivena, Aconogon és Knorringia nemzetségeket is.
A Persicaria-n belül Haraldson 1978-ban négy fajcsoportot különböztet meg: Cephalophilon (kb. 16 faj), Echinocaulon (kb. 21 faj), Persicaria (kb. 60 faj) és Tovara (kb. 3 faj). Ő az Aconogonon (kb. 25 faj), Bistorta (kb. 50 faj) és Koenigia (kb. 9 faj) taxonokat külön, a Persicaria-hoz közel eső, a Persicarieae nemzetségcsoporton belüli nemzetségként tekintette. Suk-Pyo Hong 1992-ben arra jutott, hogy a 4 fajcsoport mellett a Rubrivena nemzetséget (2 faj) is a Persicaria-ba kell olvasztani annak monofiletikusságához.
A Közép-Európában honos vagy elterjedt fajok a következők:
- vidrakeserűfű (Persicaria amphibia)
- Persicaria capitata
- Persicaria dubia (szelíd keserűfű)
- borsos keserűfű (Persicaria hydropiper)
- lapulevelű keserűfű (Persicaria lapathifolia)
- baracklevelű keserűfű (Persicaria maculosa)
- keskenylevelű keserűfű (Persicaria minor)
- pulykaorrú keserűfű (Persicaria orientalis)
- Persicaria pensylvanica

### Fajok
A következő fajokat korábban más nemzetség alá sorolták:
- Polygonum affine (Persicaria affinis) – örökzöld keserűfű
- Polygonum alatum (Persicaria alata)
- Polygonum alpinum – (Persicaria alpina)
- Polygonum amphibium – vidrakeserűfű (Persicaria amphibia)
- Polygonum amplexicaule – (Persicaria amplexicaulis)
- Polygonum bistorta – kígyógyökerű keserűfű (Persicaria bistorta); ezt külön Bistorta nemzetségbe is szokás sorolni
- Polygonum campanulatum – (Persicaria campanulata) (Reynoutria campanulatum)
- Polygonum capitatum – (Persicaria capitata)
- Polygonum emodi (Persicaria emodi)
- Polygonum filiforme (Persicaria virginiana)
- Polygonum hydropiper – borsos keserűfű (Persicaria hydropiper)
- Polygonum lapathifolium – (Persicaria lapathifolia)
- Polygonum longisetum (Persicaria longiseta)
- Polygonum macrophyllum (Persicaria macrophylla)
- Polygonum microcephalum – (Persicaria microcephala)
- Polygonum milletii (Persicaria milletii)
- Polygonum minus – keskenylevelű keserűfű (Persicaria minor)
- Polygonum mite – (Persicaria mitis, Persicaria laxiflora) — szelíd keserűfű
- Polygonum molle (Persicaria mollis)
- Polygonum nepalense (Persicaria nepalensis)
- Polygonum odoratum – (Persicaria odorata) - vietnámi koriander [4]
- Polygonum orientale – pulykaorrú keserűfű (Persicaria orientalis)
- Polygonum pensylvanicum – (Persicaria pensylvanica)
- Polygonum persicaria – baracklevelű keserűfű (Persicaria maculosa)
- Persicaria polymorpha
- Polygonum polystachyum = Polygonum wallichii
- Polygonum punctatum = Persicaria punctata
- Polygonum runciforme (Persicaria runcinata)
- Polygonum sagittatum – (Persicaria sagittata)
- Polygonum tenuicaule (Persicaria tenuicaulis)
- Polygonum tinctorium – festő keserűfű (Persicaria tinctoria)
- Polygonum vaccinifolium (Persicaria vaccinifolia)
- Polygonum virginianum – (Persicaria virginiana)
- Polygonum viviparum – fiadzó keserűfű (Persicaria vivipara)
- Polygonum wallichii – (Persicaria wallichii)
- Polygonum weyrichii (Persicaria weyrichii)

## Kapcsolódó szócikk
- Keserűfű